# Near East Development Corporation
La Near East Development Corporation est une compagnie pétrolière enregistrée dans le Delaware du début du XXe siècle détenue par les compagnies américaines. Elle a été créée dans l'objectif de regrouper la participation des entreprises américaines au sein de la Turkish Petroleum Company et de l'accord de la ligne rouge.
La répartition des actions en 1928 de la NEDEC était la suivante :
- Standard Oil Company of New Jersey (Esso) : 25 % ( 41+2 ⁄ 3 % après 1931, 50 % après 1934)
- Standard Oil Company of New York (Socony) : 25 % ( 41+2 ⁄ 3 % après 1932, 50 % après 1934)
- Pan-American Petroleum and Transport Company : 16+2 ⁄ 3 % (actions vendues en 1931 à Standard of NJ)
- Atlantic Refining (Atlantic Richfield, Arco) : 16+2 ⁄ 3 % (actions vendues en 1932 à Standard of NY)
- Gulf Oil : 16+2 ⁄ 3 % (actions vendues aux deux autres en 1934)

La Mexican Petroleum Company, Texaco et la Sinclair Consolidated Oil Corp. faisaient initialement partie du groupe de sociétés qui tentaient d'accéder au TPC, mais se sont retirées en cours de route. (Mexican Petroleum était une filiale à plus de 95 % de Pan American Petroleum & Transport depuis environ 1923, avec une participation majoritaire remontant à 1916).
Les deux premières compagnies rachetèrent les parts des autres au cours de la décennie 1930.